# 長崎大水害
長崎大水害（ながさきだいすいがい）は、1982年（昭和57年）7月23日から翌24日未明にかけて、長崎県長崎市を中心とした地域に発生した集中豪雨、およびその影響による災害である。
気象庁は長崎県を中心にした7月23日から25日の大雨を「昭和57年7月豪雨」（しょうわ57ねん7がつごうう）、長崎県は「7.23長崎大水害」（7.23ながさきだいすいがい）と命名したが、本項では降雨・災害双方を区別しない通称の「長崎大水害」を項目名とした。
以下の記述では、市町村合併によりすでに消滅している自治体もあるが、原則として豪雨発生当時の自治体名で示す。
長崎市の北に位置する西彼杵郡長与町では23日午後8時までの1時間に187mmの雨量を観測。これは日本における時間雨量の歴代最高記録となっている。また西彼杵郡外海町では23日午後8時までの2時間に286mmの雨量を観測し、こちらも歴代最高記録となっている。
梅雨末期で大雨が続いており連日警報が出されていたことによって危機感が麻痺していたとの指摘もあり、記録的短時間大雨情報の創設につながった。

## 昭和57年7月豪雨
1982年（昭和57年）は梅雨入りが遅く、九州北部では平年より8日程度遅い6月13日だった。7月上旬まで少雨の傾向が続き、節水を呼びかける自治体もあったほどであった。しかし、梅雨末期に入り、大雨が集中する。7月10日から20日にかけ、西日本各地で日降水量が100 mmを超える大雨が相次いだ。例えば16日は広島市で223 mm、20日は長崎市で243 mmの日降水量を記録する大雨となり、10日から20日にかけての積算降水量が1,000 mmを超えた観測点もあった。地盤の緩みによる土砂災害が発生しやすい状況だった。
21日以降、前線の活動は小康状態となり、数時間青空も覗き、そこから日差しが差すほどであったが、23日から25日にかけ、低気圧が相次いで西日本を通過し、梅雨前線の活動が活発化した。
23日は低気圧の通過に伴い、梅雨前線が九州北部付近まで北上した。15時までの1時間に対馬の厳原町で64 mm、同5時までの1時間に平戸市で75.5 mmなど、当初は長崎県北部地方を中心に雨脚が強かったが、強い雨の範囲は次第に南下、19時ごろから翌24日未明にかけ、湿舌現象の発生により、県南部を中心とした集中豪雨は過去に前例が無いほどの激しい物となった。
長崎市中心部の長崎海洋気象台では、23日の夜間に豪雨となり、20時までの1時間に111.5 mm、21時までに102 mm、22時までに99.5 mmと、3時間連続で100 mm前後の猛烈な雨となり、3時間雨量は313 mmに達した（6月の月間平均雨量に匹敵）。また、東長崎地区に設置された雨量計では同時間帯に366 mmを記録した（日本の3時間雨量歴代3位に匹敵）。
時間雨量では長与町役場に設置された雨量計で23日20時までの1時間に187 mmと、1時間降水量の日本記録となる値を観測。長浦岳の雨量計（アメダス）では19時までの1時間に153 mm、同20時までに118 mmの雨量を観測した。また、外海町役場に設置された雨量計で23日20時までの2時間に286 mmと、2時間降水量の日本記録を記録している。降り始めからの24時間雨量は長崎海洋気象台で527 mmを観測した。
翌24日は、梅雨前線が南下、島原半島や熊本県を中心に大雨となり、熊本市で白川大水害時や諫早豪雨時に匹敵する日降水量394.5 mmを観測。25日は九州南部や紀伊半島南部で100 mmを超える大雨となった。
同じころ台風10号が発生。約1週間後に日本列島に接近・上陸し、大きな被害をもたらした。

## 被害

### 長崎県

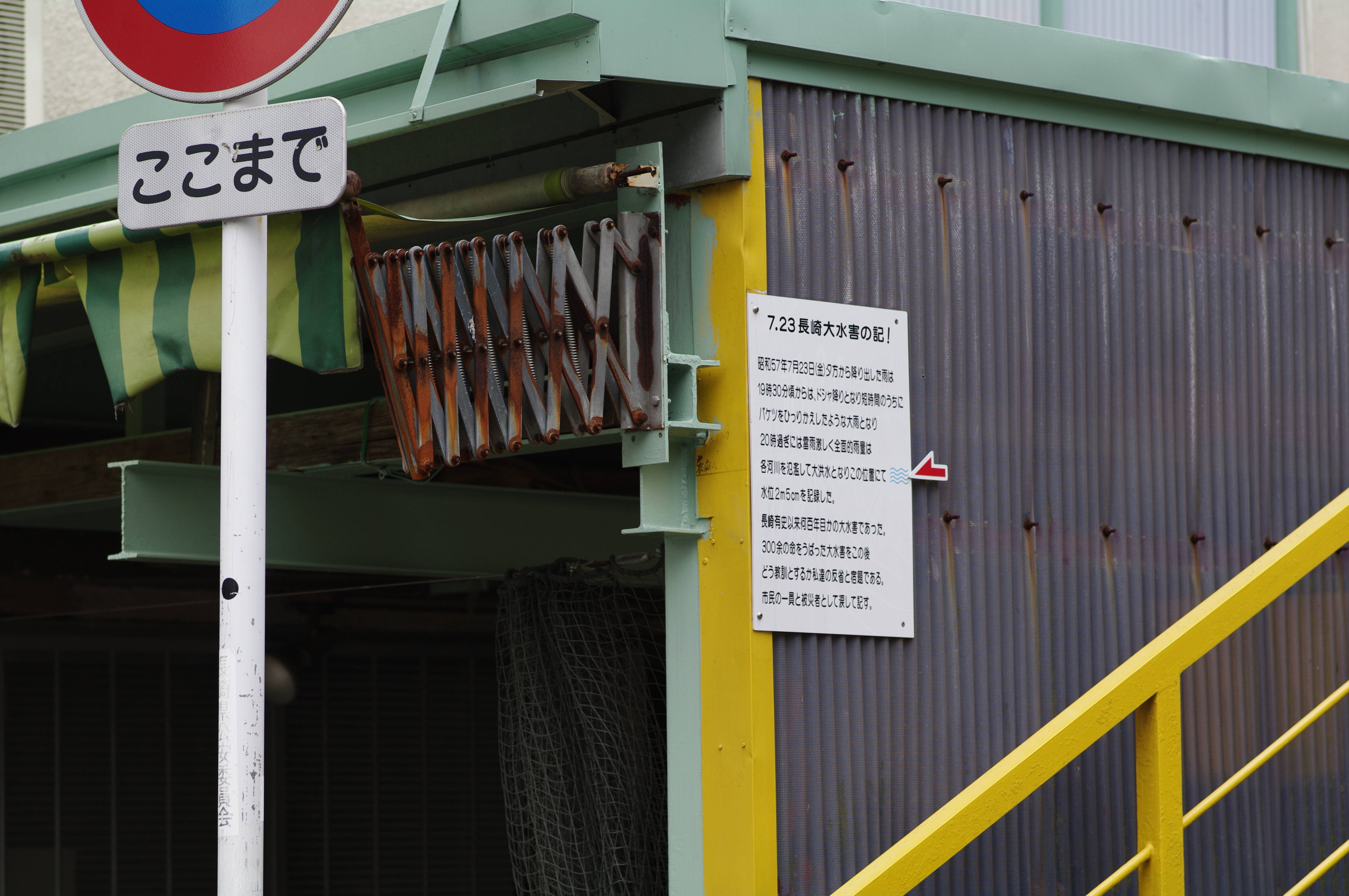
地表から2.05mの高さまで浸水したことを示す説明板 (2009年7月撮影)

長崎市内では23日夕刻までの小雨模様が急変し、夕食や帰宅時間帯に100mm前後の猛烈な雨が集中。長崎海洋気象台は、雨脚が強まる前の16時50分には大雨警報を発して厳重な警戒を呼びかけたものの、折悪しく連日の警報に慣れた市民の多くは事前に対策を講じることなく、市民生活を完全に麻痺させた。また、斜面都市としての長崎市の特性が災いし、「水害」の名とは裏腹に土砂災害による犠牲が溺死者を大きく上回ったのが長崎大水害の特徴で、長崎市内の死者・行方不明者299名のうち、およそ9割にあたる262名が土石流や崖崩れによるものであった。
その雨足の強さは衰えを全く見せず、夜間、停電という悪条件が重なり、住民の避難の足が鈍っていたところを、短時間での冠水により、車やバス、電車の立ち往生、橋梁流失や土砂災害による交通寸断が短期間に起こり、なすすべがなかった。通信の輻輳や寸断で行政当局に救助を求める通報すらままならず、通報を受けた行政側も救援が思うに任せず、被害は拡大していった。
長崎市内では中島川、浦上川、八郎川、西彼杵半島では雪浦川などの各河川が氾濫、国道34号が寸断され、床上、床下浸水は勿論の事、数多くの家屋が倒壊するなど、甚大な被害を引き起こした。特に中島川では文化財である石橋の被害が深刻で、重要文化財の眼鏡橋が半壊し、その他の市指定文化財の石橋も多数が全壊した。この大水害による被害総額は約3000億円である。また、長崎市畝刈町では、道開峠が崩壊した。
この災害の際、自衛隊に対する災害派遣要請がなかなか行われず、出動態勢が整っていたのに、陸自大村駐屯部隊は災害派遣出動ができず、時間を要した。行政側が混乱状態で、要請まで思いつかなかったのが原因であるが、そのため、非常手段として（テレビ報道で大災害発生は確実だったため）、第4師団司令部の許可のもと、災害派遣出動訓練として前進し、正式要請受諾後、災害派遣のプレートを付けて行動した。この際に連隊長の特命を受けた幹部3名が、豪雨のなか長崎市に向かった。2人は道路崩壊で前進不能になったが、最後の一人は道路崩壊で前進不能になった後、最寄りの危険のない民家に自衛隊車両を置かせてもらい、徒歩で危険地帯を突破した。その後、通りかかった車を乗り継いで長崎市内に向かい、翌朝県庁に到着。すでに要請は出ていたが、道路状況等の報告のために持参した無線機を活用して、自衛隊活動を支援した。
のちに製作された記録フィルムによると死者・行方不明者、被害総額以外に被災世帯約2万8千世帯、重軽傷者754名、家屋全壊447棟、家屋半壊746棟、家屋一部損壊335棟、床上浸水14,704棟、床下浸水8,642棟等と表示されている。
また、当時長崎放送とテレビ長崎（当時の長崎県の民放はこの2局のみ）のリレーで放送されていた『24時間テレビ 「愛は地球を救う」』は、この災害を受けて長崎放送が参加を見送り、テレビ長崎担当の後半部分のみのネットとなった。

### 熊本県

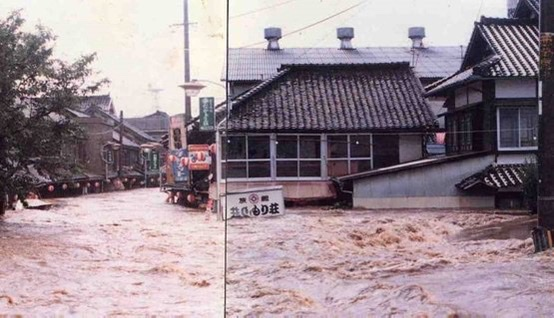
山鹿市下町地区における浸水状況

24日は前線が南下、洪水、崖崩れなどの被害が相次いだ。熊本県内での死者・行方不明者は24名、床上浸水3871棟、床下浸水11351棟、建物の全半壊220棟。

### その他
山口県下松市で3人が死亡、佐賀県、大分県でもこの豪雨により死者が出たと確認されている。